# Franz Eybl

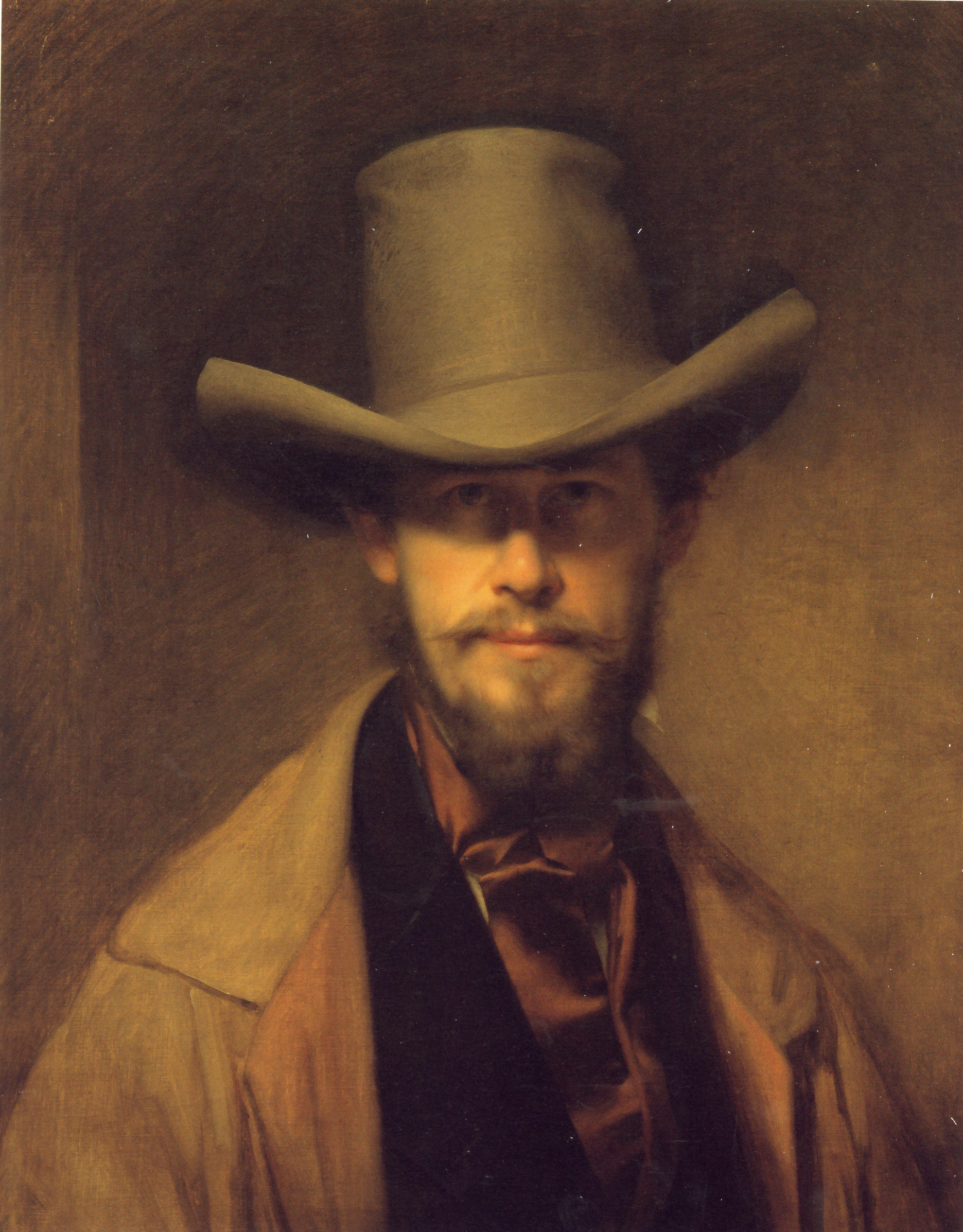
Självporträtt med hatt.

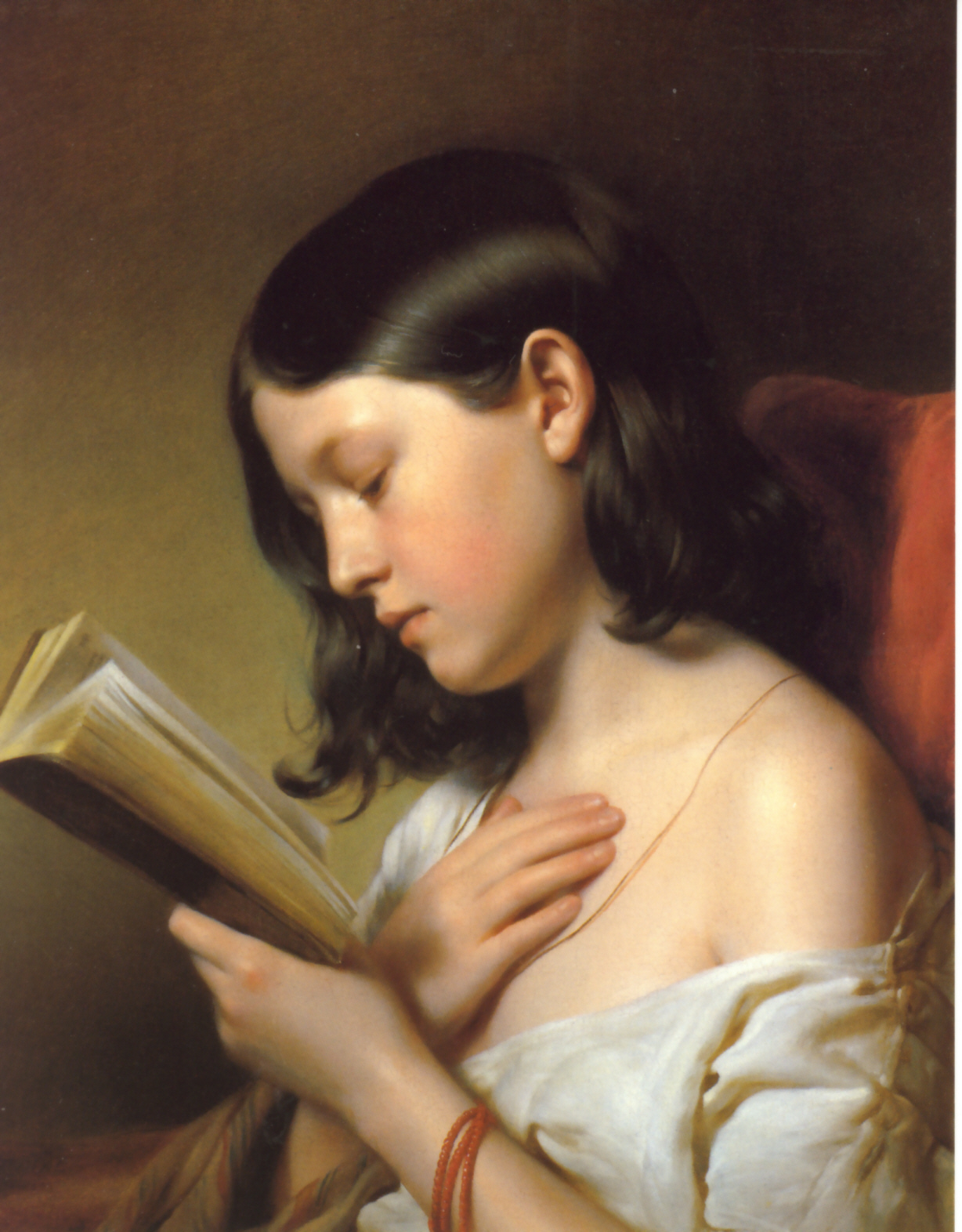
Läsande flicka.

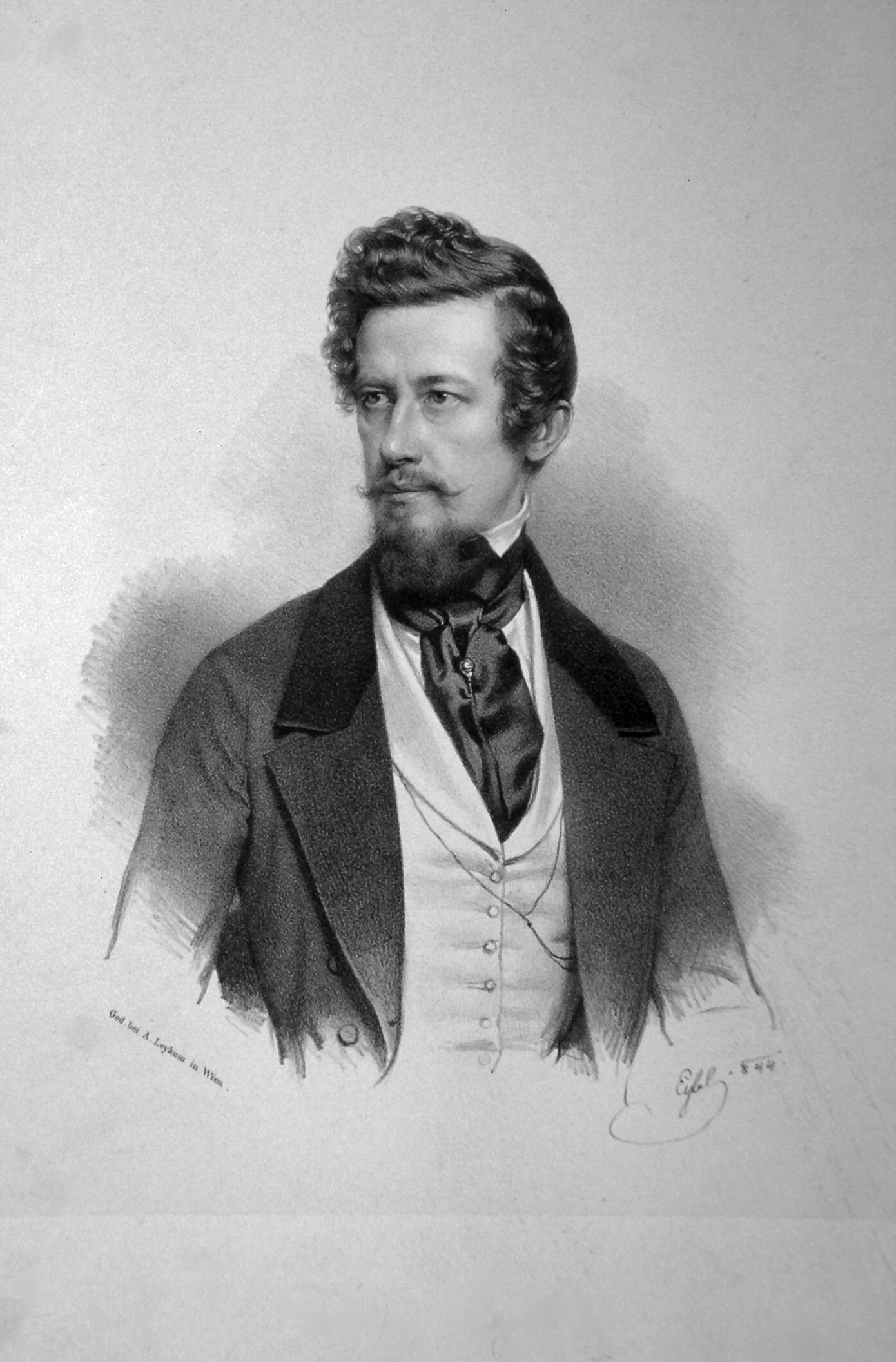
Självporträtt.

Franz Eybl, född 11 april 1806 i Wien, död 29 april 1880 där, var en österrikisk konstnär.

## Biografi
Franz Eybl föddes på Große Steingasse 136 (idag Stumpergasse 55) i Gumpendorf, en av Wiens förstäder. Redan vid tio års ålder började han 1816 vid Konstakademien i Wien. Där studerade han framför allt för Josef Klieber och sedan landskapsmåleri för Josef Mössmer. Mellan 1820 och 1823 studerade han för Johann Baptist Lampi och Franz Caucig, innan han avslutade med historiemåleri för Johann Peter Krafft.
1825 erhöll han Gundelpriset och 1828 Lampipriset. 1830 gifte han sig med Antonia Jordan. Från 1843 var Eybl ledamot av akademien och från 1853 museiintendent vid det kejserliga Belvedere och från 1867 lärare vid restaurationsverkstäderna där. Eybl dog i sin tjänstebostad på slottet Belvedere och begravdes på Wiener Zentralfriedhof. 1933 uppkallades en gata, Eyblweg, i Leopoldau efter honom.

## Verk
Franz Eybl är mest känd för sitt landskaps- och genremåleri och för historiemåleriet, där han framför allt hittade sina motiv i den lantliga miljön. Efter 1840 märks ett inflytande av Ferdinand Georg Waldmüller, vars ljuseffekter han tog till sig. Eybls största betydelse är dock inom porträttkonsten där han, efter Friedrich von Amerling, räknas som den viktigaste porträttmålaren i Österrike under 1800-talet. Vid sidan av talrika oljemålningar skapade han också 400 porträttlitografier och är inom detta område jämförbar med Josef Kriehuber. 

### Konstverk i urval
- Ein slowakischer Zwiebelverkäufer (Budapest, Szépmüvészeti Múzeum), 1835, olja på kartong, 25 x 29,5 cm
- Ramsauer Bäuerin am Spinnrad (Wien, Österreichische Galerie), um 1836, olja på pannå
- Bildnis Frau Nadassy (Wien, Österreichische Galerie), 1839, olja på pannå, 29 x 23 cm
- Selbstporträt mit Hut (Wien, Österreichische Galerie), um 1840, olja på linneväv, 70 x 56 cm
- Selbstporträt vor rotem Grund (Wien, Österreichische Galerie), 1843, olja på linneväv
- Bildnis einer Dame im Lehnstuhl (Wien, Österreichische Galerie), 1846, olja på linneväv, 111 x 91 cm
- Karl Gustav Wittmann auf dem Totenbett (Wien Museum), 1847, akvarell
- Das Innere einer Schmiede (Wien, Österreichische Galerie), 1847, olja på linneväv
- Lesendes Mädchen (Wien, Österreichische Galerie), 1850, olja på linneväv, 53 x 41 cm
- Ein alter Bettler (Wien, Österreichische Galerie), 1856, olja på pannå, 40 x 31 cm
- Graf Miklós Wesselényi der Jüngere (Budapest, Ungarisches Nationalmuseum), olja på linne, 94 x 75,5 cm